# Paradrymonia maculata
Paradrymonia maculata là một loài thực vật có hoa trong họ Tai voi. Loài này được (Hook.f.) Wiehler mô tả khoa học đầu tiên năm 1978.